# Bassin de Košice
 (novembre 2024).
Si vous disposez d'ouvrages ou d'articles de référence ou si vous connaissez des sites web de qualité traitant du thème abordé ici, merci de compléter l'article en donnant les références utiles à sa vérifiabilité et en les liant à la section « Notes et références ».
Le bassin de Košice (slovaque : Košická kotlina) est une dépression située dans le Sud-Est de la Slovaquie. Elle est limitée à l'ouest par le karst de Slovaquie et les monts Métallifères slovaques, au nord par les hautes terres de Šariš et les hautes terres de l'Ondava, à l'est par les monts de Slanec. Elle est ouverte au sud vers la frontière avec la Hongrie. Elle appartient à la dépression de Lučenec-Košice (slovaque : Lučensko-košická zníženina).
Le point culminant de la dépression est Diaľňa à 384 m d'altitude. Les principales rivières sont le Hornád, la Torysa et la Bodva et leur tributaire Ida. Les deux plus grandes villes de l'est de la Slovaquie, Prešov et Košice sont situées dans la cuvette.